# Краще не буває
«Кра́ще не бува́є» (англ. As Good as It Gets) — американська кінокомедія 1997 року з Джеком Ніколсоном та Гелен Гант у головних ролях.
Слоган: «Комедія від серця, що хапає за горло» («A comedy from the heart that goes for the throat»).

## Сюжет
Мелвін Адал (Джек Ніколсон), психічно неврівноважений ексцентричний письменник, расист, гомофоб, мізантроп і собаконенависник. Через свою дивну поведінку він самотній і часто потрапляє в комічні ситуації. Але несподівано його самота порушується.
Мелвіну доводиться доглядати за сусідським миршавим песиком, і непомітно для себе він вчиться у нього доброти та відданості. За стіною власної байдужості йому відкривається прекрасний світ людських почуттів.

## Акторський склад
| Актор            | Роль                        |
| ---------------- | --------------------------- |
| Джек Ніколсон    | Мелвін Удалл                |
| Гелен Гант       | Керол Коннеллі              |
| Грег Кіннер      | Саймон Бішоп                |
| Куба Гудінг-мол. | Френк Сакс                  |
| Скіт Ульріх      | Вінсент Лопіано             |
| Ширлі Найт       | Беверлі Коннеллі            |
| Джессі Джеймс    | Спенсер Коннеллі            |
| Ярдлі Сміт       | Джекі Сімпсон               |
| Люпе Онтіверос   | Нора Меннінґ                |
| Гарольд Реміс    | доктор Беттес               |
| Лоуренс Кездан   | доктор Грін                 |
| Джулі Бенц       | адміністратор               |
| Шейн Блек        | Браян, менеджер Cafe 24     |
| Леслі Стефансон  | офіціантка Cafe 24          |
| Міссі Пайл       | офіціантка Cafe 24          |
| Вуд Гарріс       | підсобний працівник Cafe 24 |
| Джеймі Кеннеді   | вуличний злодій             |
| Мая Рудольф      | поліціянтка                 |

## Нагороди
- Оскар
  - Джек Ніколсон в категорії найкращому актору в головній ролі.
  - Гелен Гант в категорії найкращій акторці в головній ролі.
- Золотий глобус
  - Найкращій акторці в мюзиклі або комедії — Гелен Гант.
  - Найкращому актору в мюзиклі або комедії — Джек Ніколсон.
  - Найкращому мюзиклу або комедії.